# Winter-Paralympics 2010/Teilnehmer (Kanada)
| stlisierte Goldmedaille | stlisierte Silbermedaille | stlisierte Bronzemedaille |
| ----------------------- | ------------------------- | ------------------------- |
| 10                      | 5                         | 4                         |

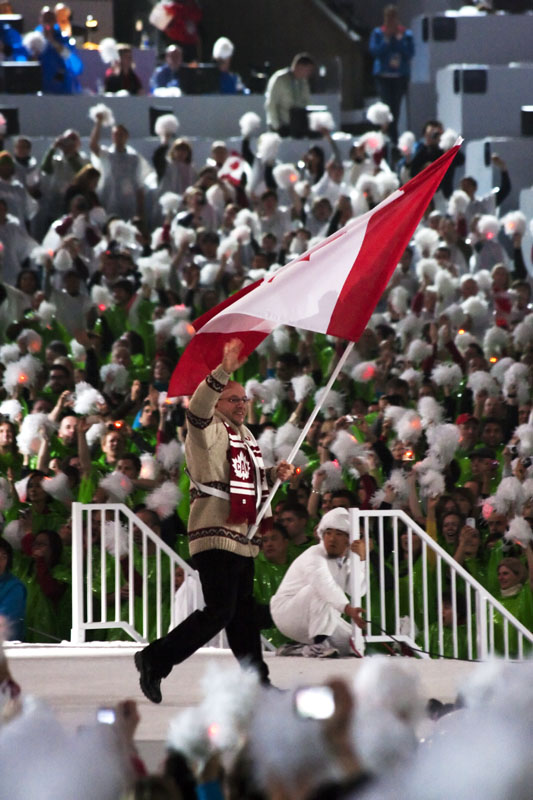
Jean Labonté trug die kanadische Flagge bei der Eröffnungsfeier

Kanada schickte bei den Winter-Paralympics 2010 in Vancouver 45 Athleten an den Start.
Fahnenträger bei der Eröffnungsfeier war der Sledge-Eishockey-Kapitän Jean Labonté.

## Teilnehmer nach Sportarten

### Sledge-Eishockey
Gruppenrunde: 1. Platz (Gruppe B); Bilanz: 3 Spiele, 3 Siege, 6 Punkte, 19:1 Tore
Finalrunde: 4. Platz
| - Jeremy Booker - Brad Bowden - Billy Bridges - Adam Dixon - Marc Dorion | - Raymond Grassi - Jean Labonté - Hervé Lord - Shawn Matheson - Graeme Murray | - Todd Nicholson - Paul Rosen - Benoit St. Amand - Greg Westlake - Derek Whitson |

### Ski Alpin
Damen:
- Andrea Dziewior
Slalom, stehend: 15. Platz
Abfahrt, stehend: 9. Platz
Super-G, stehend: DNS
- Arly Fogarty
Riesenslalom, stehend: 11. Platz
Super-G, stehend: DNS
- Viviane Forest
Slalom, sehbehindert: Silber 
Riesenslalom, sehbehindert: Bronze 
Abfahrt, sehbehindert: Gold 
Super-G, sehbehindert: Silber 
Super-Kombination, sehbehindert: Silber
- Kimberly Joines
- Melanie Schwartz
Slalom, stehend: 13. Platz
Riesenslalom, stehend: 12. Platz
Super-G, stehend: 14. Platz
Super-Kombination, stehend: 10. Platz
- Karolina Wisniewska
Slalom, stehend: Bronze 
Riesenslalom, stehend: 4. Platz
Abfahrt, stehend: 5. Platz
Super-G, stehend: 7. Platz
Super-Kombination, stehend: Bronze
- Lauren Woolstencroft
Slalom, stehend: Gold 
Riesenslalom, stehend: Gold 
Abfahrt, stehend: Gold 
Super-G, stehend: Gold 
Super-Kombination, stehend: Gold

Herren:
- Sam Carter Danniels
Abfahrt, sitzend: DNF
Super-G, sitzend: DNS
- Jeff Dickson
Riesenslalom, stehend: 18. Platz
Abfahrt, stehend: DNF
Super-G, stehend: 16. Platz
- Josh Dueck
Slalom, sitzend: Silber 
Abfahrt, sitzend: 5. Platz
Super-G, sitzend: 13. Platz
Super-Kombination, sitzend: DSQ
- Matt Hallat
Slalom, stehend: 31. Platz
Abfahrt, stehend: 11. Platz
Super-G, stehend: 18. Platz
- Morgan Perrin
Riesenslalom, stehend: 21. Platz
Abfahrt, stehend: 15. Platz
Super-G, stehend: 20. Platz
- Kirk Schornstein
Slalom, stehend: 25. Platz
Riesenslalom, stehend: 25. Platz
Super-G, stehend: 26. Platz
- Chris Williamson
Slalom, sehbehindert: 6. Platz
Riesenslalom, sehbehindert: 4. Platz
Abfahrt, sehbehindert: DNF
Super-G, sehbehindert: 6. Platz
Super-Kombination, sehbehindert: 4. Platz

### Ski Nordisch (SkilanglaufundBiathlon)
Damen:
- Jody Barber
Biathlon: 3 km Verfolgung, stehend: 10. Platz
Biathlon: 12,5 km, stehend: 7. Platz
Langlauf: 15 km, stehend: 6. Platz
Langlauf: 5 km klassisch, stehend: 6. Platz
Langlauf: 3 × 2,5 km Staffel: 4. Platz
- Mary Benson
Langlauf: 15 km, stehend: DNF
Langlauf: 5 km klassisch, stehend: 14. Platz
- Colette Bourgonje
Langlauf: 10 km, sitzend: Silber 
Langlauf: 5 km, sitzend: Bronze 
Langlauf: 3 × 2,5 km Staffel: 4. Platz
- Margarita Gorbounova
Langlauf: 15 km Freistil, sehbehindert: 7. Platz
Langlauf: 5 km klassisch, sehbehindert: 12. Platz
- Courtney Knight
Langlauf: 15 km Freistil, sehbehindert: DNS
Langlauf: 5 km klassisch, sehbehindert: 11. Platz
- Robbi Weldon
Biathlon: 3 km Verfolgung, sehbehindert: 6. Platz
Biathlon: 12,5 km, sehbehindert: 9. Platz
Langlauf: 15 km Freistil, sehbehindert: 5. Platz
Langlauf: 5 km klassisch, sehbehindert: 6. Platz
Langlauf: 3 × 2,5 km Staffel: 4. Platz

Herren:
- Mark Arendz
Biathlon: 3 km Verfolgung, stehend: 7. Platz
Biathlon: 12,5 km, stehend: 16. Platz
Langlauf: 20 km Freistil, stehend: DNS
Langlauf: 10 km klassisch, stehend: 12. Platz
Langlauf: 1 × 4 km + 2 × 5 km Staffel: 7. Platz
- Sebastien Fortier
Langlauf: 15 km, sitzend: 29. Platz
Langlauf: 10 km, sitzend: 33. Platz
Langlauf: 1 × 4 km + 2 × 5 km Staffel: 7. Platz
- Lou Gibson
Biathlon: 12,5 km, sitzend: 18. Platz
Langlauf: 15 km, sitzend: 27. Platz
Langlauf: 10 km, sitzend: 29. Platz
- Brian McKeever & Robin McKeever (Guide)
Biathlon: 3 km Verfolgung, sehbehindert: 6. Platz
Biathlon: 12,5 km, sehbehindert: DNS
Langlauf: 20 km Freistil, sehbehindert: Gold 
Langlauf: 10 km klassisch, sehbehindert: Gold 
Langlauf: 1 km Sprint klassisch, sehbehindert: Gold
- Tyler Mosher
Langlauf: 20 km Freistil, stehend: DNF
Langlauf: 10 km klassisch, stehend: 23. Platz
Langlauf: 1 × 4 km + 2 × 5 km Staffel: 7. Platz
- Alexei Novikov
Biathlon: 12,5 km, sehbehindert: 10. Platz
Langlauf: 20 km Freistil, sehbehindert: 13. Platz
Langlauf: 10 km klassisch, sehbehindert: 14. Platz

### Rollstuhlcurling
Gold 
- Jim Armstrong
- Ina Forrest
- Sonja Gaudet
- Darryl Neighbour
- Bruno Yizek